# گورستان ملال زمین
گورستان ملال زمین در شهرستان رضوانشهر، بخش پره سر، روستای پارگام واقع شده و این اثر در تاریخ ۲۷ بهمن ۱۳۸۲ با شمارهٔ ثبت ۱۰۹۴۸ به‌عنوان یکی از آثار ملی ایران به ثبت رسیده است.